# Marian Enache
Marian Florian Enache, né le 5 août 1995 à Târgu Cărbunești, est un rameur roumain.
Avec Andrei Cornea, il remporte la médaille d'or du deux de couple masculin aux Jeux olympiques d'été de 2024.